# Bassem Sabeh
Bassem Sabeh (né en 1951) est un homme politique et un journaliste libanais. Très connu au sein de la société libanaise, Bassem Sabeh est très proche de Saad Hariri et s'occupe de tous ses projets. Il vient très peu au Liban à cause des menaces auxquelles il fait face.

## Biographie
Journaliste dans de nombreux groupes de presse libanais, notamment au sein du journal Assafir dans les années 1970 et 1980, il devient en 1979 secrétaire général de l'Ordre des journalistes libanais et en 1983 secrétaire général de la Fédération des journalistes arabes.
Il est, depuis 1992, député chiite de Baabda, sur les listes parrainées par Walid Joumblatt. Très proche de Rafiq Hariri, ce dernier le nomme ministre de l'Information dans son cabinet, entre 1996 et 1998.
Opposant déclaré au président Émile Lahoud, à Jamil Sayyed, Adnan Addoum, au Hezbollah et aux services de renseignement qu'il accuse d'écoutes téléphoniques illégales, il s'oppose à la prorogation du mandat d'Émile Lahoud en septembre 2004 et prend part active à la Révolution du Cèdre.
Il est l'un des deux députés chiites de la majorité parlementaire, membre de la Rencontre démocratique dirigée par Walid Joumblatt.